# Square Marie-Trintignant
Le square Marie-Trintignant est un espace vert du 4e arrondissement de Paris, dans le quartier Saint-Gervais.

## Situation et accès

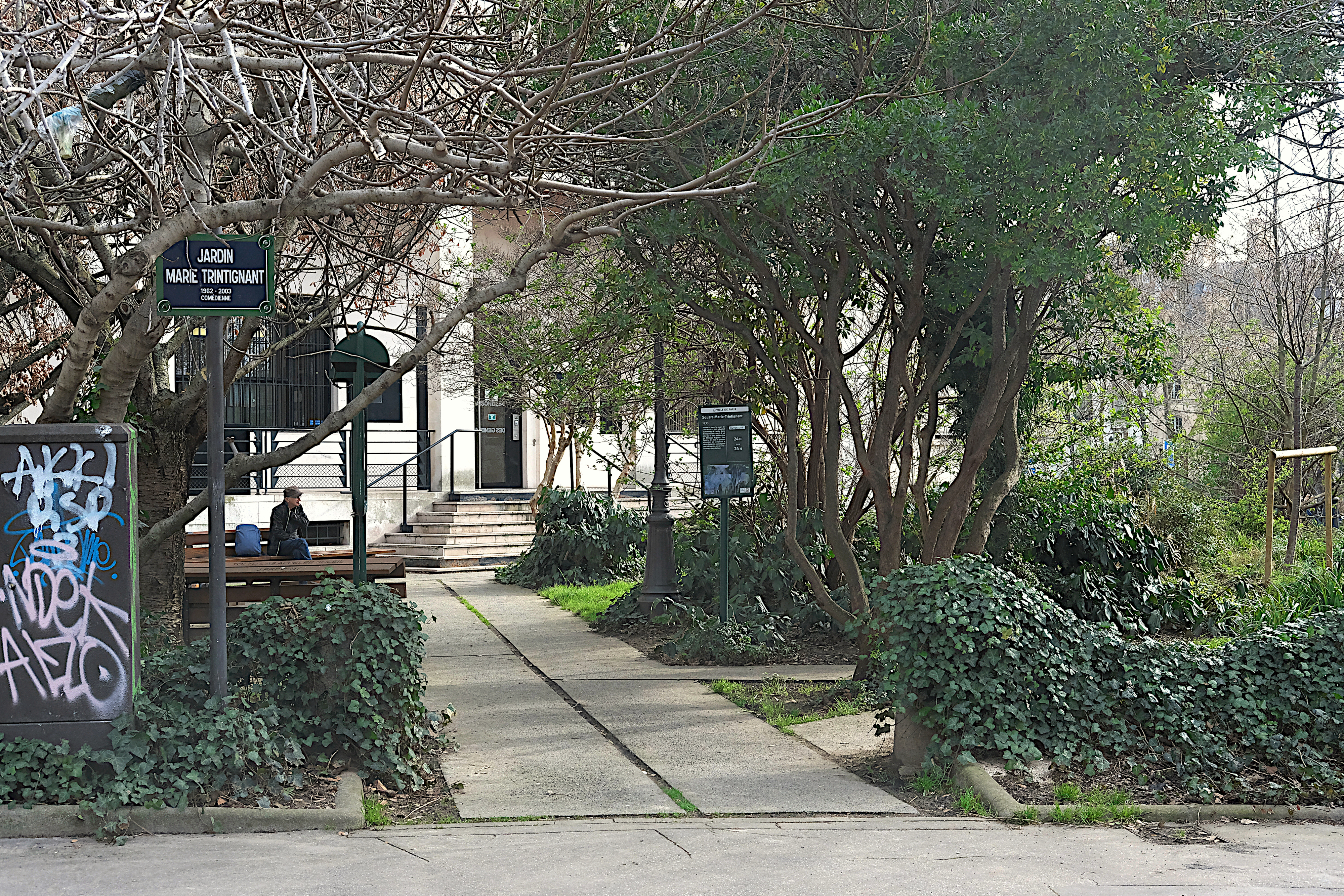
L'entrée du jardin Marie-Trintignant (2024).

Le square est accessible par le 11, rue de l'Ave-Maria et par le quai des Célestins.
Il est desservi par la ligne 7 aux stations de métro Pont Marie et Sully - Morland.

## Origine du nom
Le square porte le nom de l'actrice Marie Trintignant (1962-2003).

## Historique
En 1877, est ouvert un marché couvert, dit marché de l'Ave-Maria (en référence à la rue de l'Ave-Maria voisine). Construit sur des plans d'Auguste-Joseph Magne, il s'agit d'une halle en fonte, sur le modèle du pavillon Baltard. La désaffectation du marché est envisagée dès les années 1890, mais il n'est finalement démoli qu'en 1929. 
En 1933, le « square de l'Ave-Maria » est ouvert à l'emplacement de l'ancienne halle. Le square s'étend sur 790 m2.
Rénové, le nouveau jardin a été inauguré par le maire de Paris Bertrand Delanoë le 13 mai 2007. Sa rénovation est conçue par le paysagiste français David Besson-Girard, inspiré par l'ambiance des vieux vergers de figuiers et de cerisiers ponctuant le quartier du Marais à la Renaissance.